# Amore senza tempo (telenovela)
Amore senza tempo è una telenovela messicana prodotta da TV Azteca nel 2013 per un totale di 150 puntate. I protagonisti della serie sono Edith González, Ramiro Fumazoni e Humberto Zurita.
È trasmessa a partire dal 7 marzo 2015 sul canale pay del digitale terrestre Mya ogni sabato alle 22:00 e in seguito programmata sul canale tematico Mediaset Extra all'interno del contenitore mattutino "Novela".

## Trama
Paola è profondamente infelice, principalmente a causa del suo matrimonio ventennale con Ruggero, un uomo prepotente, dispotico ed egoista, che non la degna della minima attenzione.
La loro relazione è iniziata all'università, quando Paola si era appena lasciata con Alessandro, trasferitosi all'estero per studiare e che è il suo primo ed unico amore.
Alessandro nel frattempo è stato sposato con Amparo, una donna ambiziosa ed infedele dalla quale ha avuto un figlio, Eduardo.
Mosso dalla nostalgia e dalla fine del suo matrimonio cerca di ritrovare il suo primo amore, Paola, ma viene a sapere che anche lei è sposata ed è madre di due ragazzi. L'uomo, allora, decide di smettere di cercarla senza sapere che il destino ha in serbo per lui una sorpresa...
Trasferitosi in Messico insieme a suo padre, Eduardo conosce Tania, la figlia di Paola, e se ne innamora.
I due faranno incontrare nuovamente Paola ed Alessandro in quali cominciano a rimpiangere i bei tempi vissuti insieme.
La situazione, però, non è così semplice, ci sono ancora tante cose a dividerli, oltre agli anni passati l'uno lontano dall'altra: Paola pur non essendo felice non vuole lasciare Ruggero per non doversi separare dai suoi figli, nonostante abbia scoperto che la tradisce con un'altra donna, che si rivelerà poi essere Sonia, la sorella di Paola.
Alessandro, dal canto suo, è tormentato da Amparo, che torna in Messico per riconquistarlo e salvare il loro matrimonio...

## Curiosità
- La telenovela ha ottenuto ascolti molto buoni in Messico durante la prima messa in onda, tant'è che il progetto, che inizialmente doveva essere di 120 puntate, è stato ampliato raggiungendo le 150 puntate.
- L'autore della serie è lo stesso della telenovela Cielo rojo, che vede sempre Edith González come protagonista.
- Il doppiaggio italiano è a cura della Videodelta.
- Nella versione in lingua originale la sigla è Vivir a Destiempo di Aranza; nella versione trasmessa in Italia invece, la sigla è la canzone E mi mancherai dei Karma Connection.